# 于克塞姆
于克塞姆（法語：Uxem，法語發音：[yksɛm]）是法国上法蘭西大區北部省的一个市镇，属于敦刻尔克区。

## 地理
于克塞姆（51°1'11"N, 2°29'7"E）面积8.27 平方千米，位于法国上法蘭西大區北部省，该省份为法国最北部的省份及最长的省份，西北濒北海，西接加来海峡省，南至埃纳省和索姆省，东与比利时接壤。
与于克塞姆接壤的市镇（或旧市镇、城区）包括：勒夫兰库克、泰特盖姆-库德凯尔克村、瓦雷姆、吉费尔德。

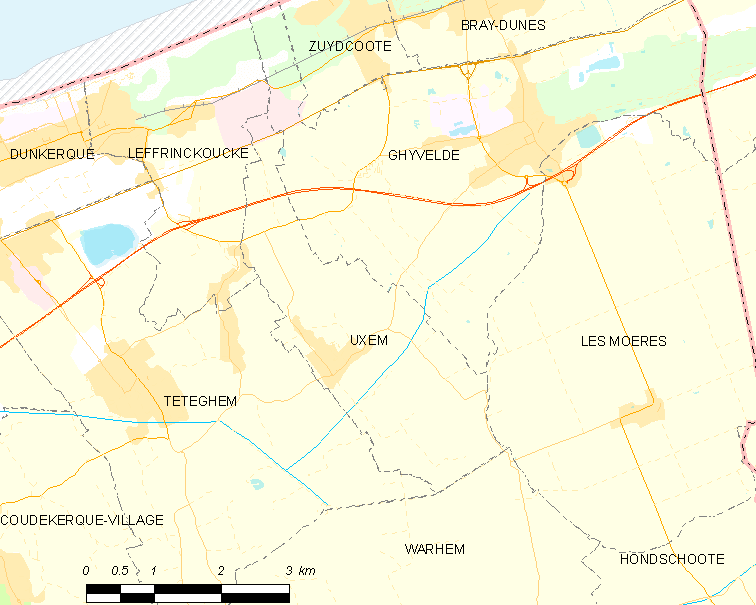
于克塞姆的OSM定位图

于克塞姆的时区为UTC+01:00、UTC+02:00（夏令时）。

## 行政
于克塞姆的邮政编码为59229，INSEE市镇编码为59605。

## 政治
于克塞姆所属的省级选区为库德凯尔克布朗什县。

## 人口

1962-2008年间于克塞姆人口变化图示

于克塞姆于2022年1月1日时的人口数量为1524人。